# Inostemma soederlundi
Inostemma soederlundi är en stekelart som beskrevs av Peter Neerup Buhl 2005. Inostemma soederlundi ingår i släktet Inostemma och familjen gallmyggesteklar. Inga underarter finns listade i Catalogue of Life.